# يو إس إس إنتربرايز (NCC-1701-D)

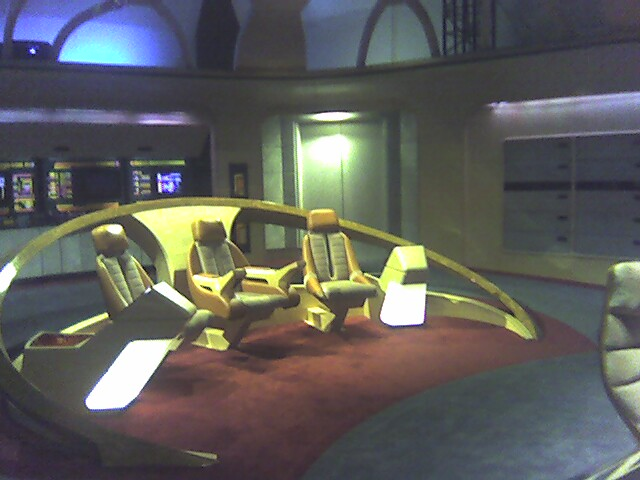
The main bridge replicated for exhibition.

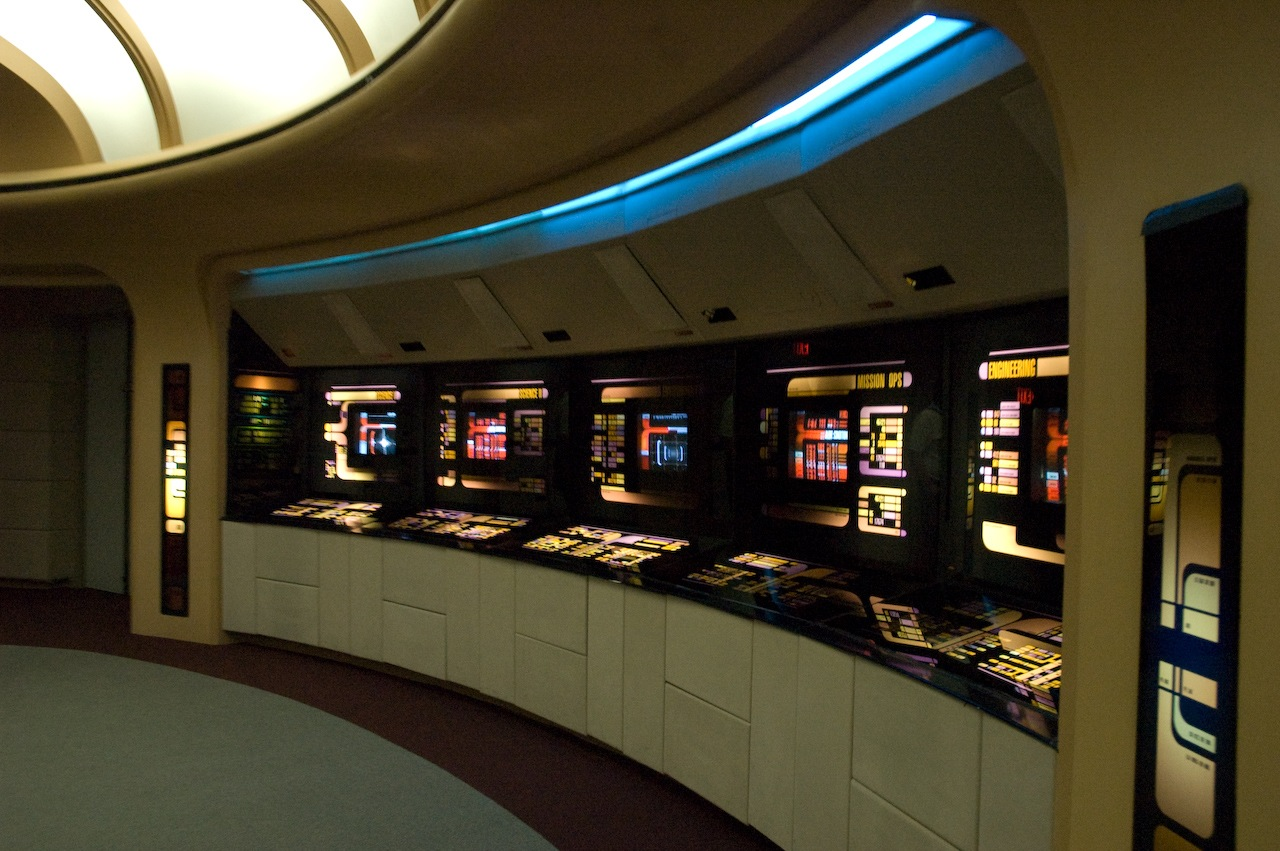
The aft stations on the bridge. From left to right they are: Science I, Science II, Environment, Mission Ops, and Engineering.

يو إس إس إنتربرايز (NCC-1701-D) إس إنتربرايز يو إس لتميزها عن ستارشيبس السابقة واللاحقة Enterprise-D هي المركبة الفضائية في القرن 24 في ستار تريك الكون المتخيل والإعداد الرئيسي ' لستار تريك: الجيل القادم' 'سلسلة تليفزيونية'. و إنتربرايز-D  هي سفينة من درجة غالاكسي والمركبة الفضائية في الاتحاد الخامس في كون ستار تريك لحمل اسم إنتربرايز. .
تظهر إنتربرايز-D أيضا في الحلقة التجريبية من ستار تريك: الفضاء السحيق تسعة («المبعوث»)، (إيميسرى), الحلقات النهائيةستارتريك: إنتربرايز («وهذه هي الرحلات»). في آخر ظهور له، خلال  أجيال ستار تريك  مقصورة القيادة في السفينة قد تحطمت كنتيجة إعوجاج وخرق أساسي وهيكل الصحن قد تحطم عندما كان يهبط على سطح الكوكب فيريديان الثالث.

## التصميم
أندرو بروبيرت، الذي ساعد في التحديث الأصلي إنتربرايز لستار تريك: السينما، تصميم المشاريع -D. تعيين أصلا لتصميم الجسر، كان بروبرت يعمل على «ماذا لو كان» رسما معلقا على جدار مكتبه قد رسمه بعد أن عمل على التصميم حركة فيلما سينمائيا. محرر قصة ديفيد جيرويد رأى رسم وانها أنشأت بواسطة الرسام جين رودنبري، الذي وافق على رسمها كنقطة انطلاق لتصميم المشاريع-D . تلقى بروبيرت براءة اختراع على تصميمإنتربرايز-D  في عام 1990.
إن فريق الصناعات الخفيفة والسحر يشرف عليه إيز أوينج بني اثنين من المنمنمات التصويرية (نموذج ستة أقدام ونموذج قدمين) تدعى «لقاء في أبعد نقطة»، و ستار تريك: التالي واستخدمت جيلا تجريبيا، وهذه النماذج طبقت في جميع أنحاء الموسمين الأولين. كان الموسم الثالث، الذي بناه صانع نموذج المصغرة جريج جاين أربعة أقدام، والتي كان لها طبقة إضافية من التفاصيل على السطح. تم استخدام نموذج ستة أقدام كلما تسلسل فصل الصحن اللازمة ليتم تصويره، ثم تم تحديثه من قبل ILM للاستخدام في ستار تريك أجيال. في أكتوبر 2006، وكان المزاد على مصغر ستة أقدام المؤسسة إطلاق النار في مدينة نيويورك في دار كريستي للمزادات، جنبا إلى جنب مع النماذج الأخرى، والدعائم، والأزياء، ومجموعة قطعة من امتياز ستار تريك. كان قيمته المتوقعة 20,000 دولار إلى 30,000 دولار، ولكن كان سعر البيع النهائي 576000 $. كان العنصر الأكثر تكلفة في المزاد.
قام أيضا ILM جون نول ببناء صور مولدة بواسطة الحايوب صورة كهربائية نموذج من إنتربرايز-D لفيلم أجيال ستار تريك  (1994). تم نقل هذا النموذج إلى لايت ويف ثلاثية الأبعاد واستخدامها لإنشاء مختلف فئات المركبة الفضائية غالاكسي من في حلقة من ستار تريك: الفضاء السحيق تسعة 'وفي ستار تريك: المسافر حلقة «ستار تريك: المسافر الخالد».
عدن FX للغابرييل كورينر بناء نموذج لايت ويف مصمم بواسطة الحاسوب ونموذج جديد ل إنتربرايز مظهر-D في ستار تريك: إنتربرايز', "تلك هى الرحلات.
نسب من الدرجة  إنتربرايز غالاكسي-D كانت مختلفة من إنتربرايز الأصلية مع الاحتفاظ بالنموذج المألوف المزدوج باسنة معوجة والصحن القسم المظهر. قدمت باسنة أصغر نسبيا من قسم الصحن، القائمة على فكرة أن محركات ذات إعوجاج قد تصبح أكثر كفاءة مع مرور الوقت.

## وصلات خارجية
- يو إس إس إنتربرايز (NCC-1701-D) at ميموري ألفا (a ستار تريك ويكي)

قالب:Spaceships named Enterprise
قالب:Star Trek ships named Enterprise
قالب:Star Trek TNG
قالب:Star Trek starships
- يو إس إس إنتربرايز (NCC-1701-D) at ميموري ألفا (a ستار تريك ويكي)

قالب:Spaceships named Enterprise
قالب:Star Trek ships named Enterprise
قالب:Star Trek TNG
قالب:Star Trek starships